# MUSA -武士-
『MUSA -武士-』（むさ、原題：무사）は、2001年制作の韓国・中国合作映画。
14世紀に実際に起きた、高麗の使節団が行方不明になった歴史上の事件をヒントにして描かれたスペクタクル映画。オリジナルは154分で、日本で劇場公開されたのは133分のインターナショナル・バージョン。オリジナル版も「ディレクターズカット完全版」としてDVD化されている。

## ストーリー
1375年、高麗は新たに建国された明と友好関係を結ぶために使節団を派遣する。だが、使節団はスパイと疑われ、砂漠へ流刑されることになってしまう。しかし、移送の途中で明により北方に追われていた元軍の襲撃を受け、明の兵士が全滅、使節団も正使を含む数名を失った。元軍は「高麗については関知しない」と、使節団を置き去りにする。自由の身となった使節団は高麗に戻ろうと逃避行をはじめる。その途中で再び元軍と遭遇し一行は、自らの無実を明に証明するため、元軍に捕らえられていた明のブヨン姫を助け出すことになる……。

## キャスト
| 役名             | 俳優             | 日本語吹替 |
| ---------------- | ---------------- | ---------- |
| ヨソル           | チョン・ウソン   | 東地宏樹   |
| チェ・ジョン将軍 | チュ・ジンモ     | 矢崎文也   |
| チン・リブ       | アン・ソンギ     | 立木文彦   |
| ブヨン姫         | チャン・ツィイー | 魏涼子     |
| ランブルファ将軍 | ユー・ロングァン | 菅生隆之   |
| 別将カナム       | パク・チョンハク | 吉見一豊   |
| チュミョン       | パク・ヨンウ     | 村治学     |
| チサン           | イ・ドゥイル     | 楠見尚己   |
| トチュン         | ユ・ヘジン       | 辻親八     |
| ハイル           | チョン・スクヨン | 後藤哲夫   |
| ダンセン         | ハン・ヨンモク   | 鈴木千尋   |

## スタッフ
- 監督・脚本：キム・ソンス
- 製作：チャ・スンジェ
- 撮影：キム・ヒョング
- 美術：フォ・ティンシャオ
- 音楽：鷺巣詩郎
- 配給：ギャガ